# Elisa Frandin
Elisa Frandin, també coneguda com a Elisabeth, Elisabeta o Lison Frandin (Hèlsinki, Gran Ducat de Finlàndia, 7 d'abril de 1859 – Milà, 24 de gener de 1911) fou una mezzosoprano operística i professora de cant finlandesa.
Posseïa una veu reconeguda arreu com a bonia, però amb un volum no gaire important, amb una bon presència escènica.

## Biografia
Fou filla de Joseph-Hippolyte-Eugène Frandin (*-1862), cònsol de França en Hèlsinki, francès amb un possible origen familiar piemontès, i de la seva esposa Pauline Lemagne (1824-1894). El seu germà Joseph-Hippolyte Frandin (1852-1926) fou també diplomàtic, a més de fotògraf.
Després d’una formació inicial a Finlàndia, Elisa va arribar a París, on va continuar els estudis al Conservatori Nacional amb el professor Joseph-Théodore-Désiré Barbot, mort l'u de gener de 1879, i més tard amb el baix Louis-Henri Obin. Elisa guanyà un accèssit el 25 de juliol de 1879 i el primer premi d'òpera el 1880, un concurs que va tenir lloc els dies 25 de juliol i 1 d'agost. Va renovar el primer premi els anys 1881 i 1882. Aquests premis van possibilitar el seu debut el 1881 amb el paper de Manoël de l'opereta Les Poupées de l'Infante de Charles Grissart, al Théâtre Folies-Dramatiques de París, al costat de la cantant parisenca Juliette Simon-Girard –en el paper de la infanta Marianna d'Espanya– que havia estrenat el gener d'aquell any l'òpera còmica Les cloches de Corneville de Robert Planquette.
A començaments de 1882 Elisa es trobava fent la temporada d'òpera al teatre d'Òpera Khédival del Caire, on va interpretar el paper de Rosa Friquet de l'òpera Les Dragons de Villars de Louis Aimé Maillart, Mignon d'Ambroise Thomas i Carmen de Georges Bizet. Va tornar a París a començaments de l'estiu. El 15 d'octubre de 1882 tornà a interpretar el paper de Rosa Friquet de l'òpera Les Dragons de Villars de Louis Aimé Maillart, ara a l'Opéra-Comique de París, en el seu debut en aquest teatre.
Va ser contractada per a la temporada de l'Òpera de Montecarlo de 1883, interpretant les obres Le Domino noir de Daniel Auber i Les Dragons de Villars els dies 6 i 10 de març, respectivament.
El 14 d’abril de 1883 va cantar el paper de Mallika a l'estrena mundial de l'òpera Lakmé de Léo Delibes a l'Opéra-Comique de París. El mateix any va cantar Mignon com a convidada al Teatro Argentina de Roma, una òpera que va representar també l'octubre de 1883 al Teatro Carcano de Milà, amb Alberto de Bassini, fill del tenor Achille de Bassini, i el desembre de 1884, al Teatre Regio de Parma. Continuant la temporada de Parma, el febrer de 1885 va actuar en La favorita de Donizetti. L'abril de 1885 va cantar Mefistofele d'Arrigo Boito a Pisa. L'octubre era el torn d'Aida de Verdi al Teatro Pagliano de Florència.
El 1886 va aparèixer al Teatro Comunale de Bolonya com a Salomé a Hérodiade de Jules Massenet i com a Carmen, en l'estrena a la ciutat d'aquesta òpera.
Va participar en la temporada 1887-1888 del Gran Teatre del Liceu de Barcelona. El 26 de gener de 1888 va participar en l'estrena al teatre de l'òpera Carmen de Bizet en el paper protagonista, al costat d'Emilia Corsi (com a Micaela), Dante Del Papa (com a Don José) i Manuel Carbonell (com a Escamillo), sota la direcció de Joan Goula.
El 8 d'octubre de 1888 tornava a cantar el paper principal de Carmen, ara al Teatro Costanzi de Roma, primera d'una sèrie de representacions que es van perllongar fins al 5 de desembre. En acabar les representacions contractades en aquest teatre, va marxar a Madrid, on va cantar al Teatro Real, no sense escàndol per l'atrevit vestuari i la seva desimboltura a l'escenari, el paper principal de Carmen a partir de 14 de desembre de 1888, al costat del tenor espanyol Fernando Valero, en el que fou l'estrena de l'òpera en aquest teatre. El paper de Carmen s'havia convertit en el paper més important de la seva carrera.
Va tornar al Liceu de Barcelona per a la temporada de primavera 1889, repetint Carmen a partir del 25 d'abril, ara amb Linda Brambilla, Emilio De Marchi i Jaume Bachs. A partir del 5 de maig hi va fer el paper principal de Mignon, també amb Linda Brambilla i Emilio De Marchi, donant per acabades les seves participacions en aquest teatre amb aquesta obra. L'octubre de 1889 cantava de nou Carmen, ara al Teatro Costanzi de Roma.
El 24 de gener de 1891 va interpretar el paper de Santuzza de Cavalleria rusticana de Pietro Mascagni al Teatro La Fenice de Venècia, que es presentava llavors per primer cop al teatre. Una setmana més tard, el 31 de gener, era el torn de Il paradiso e la Peri, una òpera de Carlo Sernagiotto, que també es presentava per primer cop a La Fenice.
El 1893 va actuar al Teatre Dal Verme de Milà a La mala vita d'Umberto Giordano. El 19 d'octubre va participar en el paper principal de Manon de Jules Massenet al Teatro Carcano de Milà, paper que repetí el 18 de novembre al Teatro Carignano de la mateixa ciutat. La nit del 28 de novembre de 1893, Elisa era al tren ferroviari que va tenir un accident a Limito (avui en dia un barri de Milà), en un viatge cap a Varsòvia, resultant ferida a l'accident. L'empresa del ferrocarril li va pagar una indemnització de 500.000 lires, que compensava també la pèrdua de tot el seu equipatge teatral, diners i joies que duia amb ella.
El 1895 va participar en una gira per Alemanya del Teatro Lirico de Milà sota la direcció de Pietro Mascagni. El setembre ella i Rosina Storchio van cantar l'òpera La martire d'Spíridon Samara al teatre Unter den Linden de Berlín, una obra estrenada el 1884 a Milà. El mateix any va aparèixer al Teatre San Carlo de Nàpols com a Charlotte en l'estrena de Werther de Massenet. El 1896 va ser l'Anita de l'òpera verista La Navarraise de Massenet a La Scala de Milà, que va comptar amb la presència del compositor.
El 6 de maig de 1897 va estrenar el paper de Musetta al Teatro La Fenice de Venècia en l'estrena mundial de l'òpera La Bohéme de Ruggero Leoncavallo, al costat de Rosina Storchio, protagonista de l'obra en el paper de Mimì. Giovanni Beduschi fou Marcello i Rodolfo Angelini-Fornari fou Rodolfo. Aquell mateix any Elisa es va casar amb Carlo Combi, periodista director del diari L'Adriatico de Venècia, retirant-se llavors dels escenaris. El 24 de setembre de 1898 naixia a Venècia el seu fill Mario Combi.
Després de casar-se es va dedicar a l'ensenyament del cant. El 1906 va obrir una escola de cant a Milà, coneguda com a Escola de Carmen, ciutat a la qual va viure fins a la seva mort.